# Санто-ди-Луссари
Санто-ди-Луссари (итал.  Santo di Lussari) — гора в итальянской области Фриули-Венеция-Джулия.

## Описание
Высота над уровнем моря — 1766 м. Образует рельеф северной части Юлийских Альп, относящийся к хребту, замыкающему долину Валь-Канале с юга. На вершине находится святилище, построенное в 1360 году, рядом с которым образовалось небольшое поселение, представляющее собой самое высокое постоянное поселение во Фриульских горах.